# Carlos Fidalgo
Carlos Fidalgo Calvo (Bembibre, León, 28 de agosto de 1973) es un escritor y periodista español, ganador del Premio Tristana de Literatura Fantástica,  del Premio Tiflos de Cuento y del Letras del Mediterráneo de novela. Es además redactor y columnista del Diario de León y Premio Cossío de Prensa Escrita de la Junta de Castilla y León.

## Obra literaria y periodística
Debutó en la literatura con la novela El agujero de Helmand (Menoscuarto, 2011), un relato circular ambientado en la guerra de Afganistán con el que obtuvo el V Premio Tristana de Literatura Fantástica  que convoca el Ayuntamiento de Santander. Ha publicado una segunda novela, La Sombra Blanca (Reino de Cordelia, 2015), que transcurre en las trincheras de la Primera Guerra Mundial, y el libro de relatos Septiembre Negro (Edhasa-Castalia, 2016), sobre las zonas oscuras del Olimpismo, que resultó ganador del XXVI Premio Tiflos de Cuento que convoca la Fundación Once. En enero de 2020 se anunció que era el ganador del Premio Letras del Mediterráneo que convoca la Diputación de Castellón, en la modalidad de Novela Histórica con su obra Stuka, publicada por la editorial Algaida (Grupo Anaya) en septiembre de 2020. 
En diciembre de 2020 la Junta de Castilla y León anunció la concesión a Carlos Fidalgo del Premio Cossío de Prensa Escrita por la serie de reportajes Las cuencas vacías, sobre la despoblación en la cuenca minera del Bierzo Alto y la Ponferrada de la era del carbón, publicada en Diario de León entre finales de 2018 y finales de 2019. 
- El agujero de Helmand, 2011. V Premio Tristana de Literatura Fantástica.
- La Sombra Blanca, 2015.
- Septiembre Negro, 2016. XXVI Premio Tiflos de Cuento.
- Stuka, 2020. V Premio Letras del Mediterráneo.
- Las cuencas vacías 2018-19. Premio Cossío de Prensa Escrita.